# 直頜羊麗魚
直頜羊麗魚，為輻鰭魚綱鱸形目隆頭魚亞目慈鯛科的其中一種，分布於非洲馬拉威湖流域，體長可達19.5公分，棲息在沙底質水域，生活習性不明，可作為觀賞魚。

## 擴展閱讀
維基物種上的相關：直頜羊麗魚